# カステルクッコ
カステルクッコ（伊: Castelcucco）は、イタリア共和国ヴェネト州トレヴィーゾ県にある、人口約2,300人の基礎自治体（コムーネ）。

## 地理

### 位置・広がり
トレヴィーゾ県西部に位置するコムーネ。

#### 隣接コムーネ
隣接するコムーネは以下の通り。
- アーゾロ
- カヴァーゾ・デル・トンバ
- モンフーモ
- ピエーヴェ・デル・グラッパ
- ポッサーニョ

### 気候分類・地震分類
気候分類では、zona E, 2660 GGに分類される。
また、イタリアの地震リスク階級 (it) では、zona 2 (sismicità media) に分類される。

## 姉妹都市
- ロア・イン・ニーダーバイエルン（ドイツ語版）、ドイツ 2004年